# Lei Wulong
Lei Wulong (レイ・ウーロン, Rei Ūron) é uma personagem da franquia Tekken, desenvolvida pela Bandai Namco Entertainment. Introduzido no segundo jogo da série, foi adicionado como uma homenagem a Jackie Chan. Ele é um policial que investiga as atividades ilegais da corporação Mishima Zaibatsu, como caça e comércio de espécies protegidas.

## Designe jogabilidade
Lei foi descrito pela Namco em Tekken 2 como "muito descontraído com uma atitude casual. Ele é um dos alívios cômicos do elenco de Tekken e está constantemente contando piadas". Seu estilo de luta e maneirismos são inspirados no artista marcial e ator Jackie Chan. O personagem é dublado nos jogos por Hiroya Ishimaru, o dublador japonês de Chan. O estilo de luta de Lei é canonicamente intitulado como o movimento dos cinco animais.

## Aparição

### Na franquiaTekken
Fazendo sua estreia em Tekken 2 (1995), Lei é um policial respeitado que colocou inúmeros criminosos atrás das grades, o que lhe valeu o apelido de "Super Policial". Ao investigar as práticas ilegais de caça e comércio da nefasta corporação Mishima Zaibatsu, ele acaba lutando contra o ex-colega oficial Bruce Irvin, que se aliou com Kazuya Mishima, filho do CEO da empresa, Heihachi Mishima. Depois que Lei o derrota, Bruce escapa em um avião que mais tarde cai, mas sobrevive.
Durante os eventos de Tekken 3 (1997), a reputação de Lei como um combatente do crime diminui e seu trabalho diminui depois que sua namorada o trocou por seu assistente. Quando ele descobre que um sindicato enviará Nina Williams para matar o boxeador profissional Steve Fox, ele decide detê-la e restaurar sua reputação ao ingressar no quarto torneio de Tekken 4 (2001). O enredo de Lei em Tekken 5 o leva ao Japão em busca de Feng Wei, responsável pela destruição de vários dojos no Japão e na China, incluindo o dojo da família de Asuka Kazama. Ao mesmo tempo, ele une forças com Steve em uma tentativa de destruir a Mishima Zaibatsu enquanto encontra evidências por trás de suas atividades duvidosas, incluindo o passado de Steve. No entanto, o rastro de Feng esfria e Lei não tem escolha a não ser retornar a Hong Kong.
Em Tekken 6 (2007), Lei entra no sexto torneio na tentativa de prender Jin Kazama, além de não esquecer seu pai Kazuya. Lei voltou em Tekken 7 como um dos personagens DLC da 2ª temporada, embora drasticamente redesenhado.

### Em outras mídias
Lei aparece no filme de animação Tekken: The Motion Picture de 1998, no qual faz parceria com Jun Kazama para investigar as atividades ilegais da Mishima Zaibatsu durante o torneio. Em vez de realmente competir no torneio, Lei se infiltra na base subterrânea da ilha com a ajuda de Jack-2. [5] Ele foi dublado por Akio Nakamura e por Gray G. Haddock na dublagem inglesa.

## Recepção
"Superficialmente, ele me agarra por vários motivos diferentes. Ele é essencialmente um pastiche de papéis clássicos de Jackie Chan em filmes como Zui Quan e Supercop, que assisti pela primeira vez na faculdade. Mas recentemente percebi que minha afinidade com Lei é mais profunda do que aquelas ressonâncias culturais pop. O que mais amo em Lei Wulong é a fluidez de seu moveset. … Lei é um dançarino, o tipo de artista marcial que gosto de escolher em jogos de luta. Talvez seja por isso que eu goste do estilo solto e improvisado de Lei."

—Evan Narcisse, Kotaku, 2012
O personagem recebeu uma recepção positiva de vários meios de comunicação de jogos. Dave Cook, do VG247, afirmou que o "conjunto de movimentos de várias posições" de Lei em Tekken 2 "entregou uma profundidade incrível que era estranha ao gênero de luta na época". A UGO Networks colocou Lei entre os 50 "maiores detetives fictícios de todos os tempos" em 2008, descrevendo-o como "a estrela de longa data da franquia Tekken". Kevin Wong, da Complex, nomeou Lei como o oitavo melhor personagem de Tekken em 2013. Seu final em Tekken Tag Tournament 2 apresenta ele e Marshall Law envolvendo-se em uma violenta sessão de sparring no restaurante de Law; com base nas semelhanças dos personagens com Jackie Chan e Bruce Lee, respectivamente, a 4thletter.net classificou-o em 163º lugar em sua lista de 2003 dos "200 melhores finais de jogos de luta": "Lei é um policial de ação ... enquanto Law é um chef medíocre com um gosto por esquemas de enriquecimento rápido. Ainda assim, é difícil resistir a tal confronto e Tekken Tag 2 nos dá exatamente isso."
Em 2015, Laurence Mozaffari, da Digital Spy, comparou o "estilo flip-floppy de andar e lutar" do personagem Jar Jar Binks de Star Wars a "outro estilo tradicional de artes marciais, chamado Zui Quan. Você pode reconhecer essa marca de 'kung fu bêbado' de gente como Lei Wulong de Tekken." Gavin Jasper, do Den of Geek, classificou Lei em 33º lugar em sua classificação de 2017 dos 59 personagens da série Tekken: "Sim, é legal que ele seja um policial de ação que faz boxe bêbado. Sua capacidade de alterar seu estilo de luta também é novidade. É só que os escritores nunca pareciam ter muito mais para ele fazer." Em uma votação oficial de fãs realizada pela Namco em 2012, ele foi apenas o 36º mais solicitado entre 54 personagens de Tekken para inclusão em Tekken X Street Fighter, recebendo 3,5% (3.086) de 88 280 votos.